# Тютюгин, Владимир Ильич
Владимир Ильич Тютюгин (укр. Володимир Ілліч Тютюгін; род. 14 октября 1947, Бугульма, Татарская АССР) — советский и украинский правовед, кандидат юридических наук (1975), доцент, заведующий кафедрой уголовного права № 1 Национального юридического университета имени Ярослава Мудрого.
Научный консультант Комитета Верховной Рады Украины по вопросам правоохранительной деятельности. Член Научно-консультативного совета при Верховном Суде Украины. Был членом Научно-консультативного совета Высшего специализированного суда Украины по рассмотрению гражданских и уголовных дел.

## Биография
Родился 14 октября 1947 года в городе Бугульма Татарской АССР в семье служащих.
В 191 году окончил Харьковский юридический институт.
В марте 1975 году защитил диссертацию на соискание учёной степени кандидата юридических наук «Лишение права занимать определённые должности или заниматься определённой деятельностью как вид наказания по советскому уголовному праву» (специальность 12.00.08).

## Деятельность
- 1971—1974 годах — аспирант кафедры уголовного права Харьковского юридического института. Научный руководитель Марк Игоревич Бажанов.
- 1974—1976 годах — ассистент кафедры уголовного права Харьковского юридического института.
- 1976—1978 годах — старший преподаватель кафедры уголовного права Харьковского юридического института.
- 1978—2007 годах — доцент кафедры уголовного права Харьковского юридического института.
- С 2007 года — профессор кафедры уголовного права Национального университета «Юридическая академия Украины имени Ярослава Мудрого».
- С 2008 года — исполняющий обязанности, а с 2016 года — заведующий кафедрой уголовного права № 1 Национального юридического университета имени Ярослава Мудрого.
- Член Харьковской областной коллегии адвокатов[3].
- 29 июля 2022 года стал фигурантом ДТП, в результате которого погибла женщина[4].

## Научная деятельность
В. И. Тютюгин опубликовал более 210 научных работ, учебников, научно-практических, учебных и учебно-методических пособий, сборников материалов судебной практики. Является автором (соавтором) 6 монографий, членом авторского коллектива 12-ти изданий учебников по Общей и Особенной частям уголовного права Украины, 7-ми изданий научно-практических комментариев Уголовного кодекса Украины 2001 г., составитель 7-ми сборников материалов судебной практики по уголовным делам (2005—2016). Главными направлениями научных исследований профессора В. И. Тютюгина являются проблемы института множественности (повторности, совокупности и рецидива) уголовных правонарушений, системы и видов наказаний, вопросы назначения наказания, освобождения от наказания и его отбывания, погашения и снятия судимости, проблемы уголовной ответственности за преступления в сфере служебной деятельности, профессиональной деятельности, связанной с оказанием публичных услуг, квалификации уголовных правонарушений против правосудия, и иные вопросы уголовно-правовой науки и практики применения уголовного законодательства. Под научным руководством В. И. Тютюгина защищено 12 кандидатский диссертаций, он является научным консультантом по докторской диссертации.

## Основные работы
- Тютюгин В. И. Назначение наказания в виде лишения права занимать определенные должности или заниматься определенной деятельностью: уч. пособие. — Х.: Юрид. ин-т, 1976. — 37 с.
- Тютюгин, В. И. Условно-досрочное освобождение от наказания. — Х. : Юрид. ин-т, 1981. — 68 с.
- Тютюгин, В. И. Лишение права занимать определённые должности как вид наказания по советскому уголовному праву : монография. — Х. : Вища шк. Изд-во при Харьк. ун-те, 1982. — 145 с.
- Тютюгин В. И. Дополнительные наказания: назначение, освобождение от наказания, погашение судимости : Депонировання рукопись. — М.: ИНИОН СССР, 1987. — 294 с.
- Тютюгін, В. І. Призначення покарання при вчиненні кількох злочинів та за кількома вироками: курс лекций. — Х. : УЮА, 1992. — 24 с.
- Тютюгін, В. І. Призначення більш м’якого покарання ніж передбачено законом: курс лекций. — Х. : УЮА, 1993. — 19 с.
- Зінченко І. О., Тютюгін В. І. Множинність злочинів: поняття, види, призначення покараня: монография. — Х. : ФІНН, 2008. — 336 с.
- Тютюгін В.І. Одиничні злочини: поняття, види, кваліфікація : монография / І. О. Зінченко, В. І. Тютюгін. — Х. : ФІНН, 2010. — 256 с.
- Злочини проти правосуддя: навч. посіб. / за заг. ред.: В. І. Борисова, В. І. Тютюгіна. — Х. : Право, 2011. — 160 с.
- Тютюгін В. І. Злочини у сфері службової діяльності та професійної діяльності, пов’язаної з наданням публічних послуг: навч.-практ. посіб. / В. І. Тютюгін, Ю. В. Гродецький, С. В. Гізимчук; за ред. В. Я. Тація, В. І. Тютюгіна. — Х.: Право, 2014. — 232 с.
- Велика українська юридична енциклопедія : у 20 т. — Т. 17 : Кримінальне право / редкол.: В. Я. Тацій , В. І. Борисов та ін. ; Нац. акад. прав. наук України ; Ін-т держави і права ім. В. М. Корецького НАН України ; Нац. юрид. ун-т ім. Я. Мудрого. — Х.: Право, 2017. — 1064 с.
- Кримінальне право України (Загальна та Особлива частини) : посіб. для підгот. до зовнішнього незалежного оцінювання / В. І. Тютюгін, М. А. Рубащенко; відп. ред. В. І. Тютюгін. — Харків : Право, 2020. — 322 с.

## Награды и премии
- Почётная грамота Верховной Рады Украины (2004).
- Благодарность Председателя Харьковской областной государственной администрации (2008)[6].
- Почетные грамоты и благодарности от Конституционного Суда Украины, Верховного Суда Украины, Государственной судебной администрации Украины, Харьковской областной государственной администрации (2008—2017).
- Лауреат премии имени Ярослава Мудрого в номинации «За выдающиеся заслуги в сфере подготовки юридических кадров» (2012)[7].
- Почетное звание Заслуженный юрист Украины (2014).